# Къща музей „Микола Лисенко“
Къщата музей „Микола Лисенко“ (на украински: Будинок-музей Миколи Лисенка) е един от музеите на видни дейци на украинската култура в Киев. Разположен е в къщата на учителя Микола Гвоздик, където украинският композитор Микола Лисенко живее под наем на втория в периода от август 1894 г. до ноември 1912 г.
Музейната експозиция е създадена през 1980 г. До 1987 г. е част от Държавния музей на театралното, музикалното кино изкуството на Украйна.

## Експозиция
Първият етаж е посветен на работата на композитора. Колекцията на музея включва личния творчески архив на композитора, който преди това се е намирал в Кабинета музей на Микола Лисенко в Националната музикална академия на Украйна, експонати на Театралния музей, както и дарени от потомците на композитора.
Във всекидневната е експонирано концертно пиано на фирма „Blüthner“ и портрет на Микола Лисенко от Осип Курилас.
На втория етаж е разположен кабинетът на композитора, където се съхраняват повечето лични вещи на Лисенко, пресъздадени според документални снимки. Сред личните му вещи са диригентската палка, инкрустирана със седеф, сребърни лаврови венци, подарени на композитора по случай негов юбилей.
Възстановена е автентичният под от паркет, гипсовите корнизи, печките с плочки. Стените са украсени с украински народни музикални инструменти от колекцията на Лисенкп. В този дом Лисенко работи по оперите „Тарас Булба“, „Енеида“, „Ноктюрн“, по най-новите издания на цикъла „Музика към „Кобзар“, преработки на народни песни, пиано миниатюри.

## Концерти
Музеят не само представя живота и творчеството на украинския композитор, но също така е домакин на концерти на млади композитори и изпълнители. Редовно се провеждат творчески вечери и фестивали.
На 15 март 2015 г. музеят е домакин на третия концерт от поредицата „Световна класика на украински език“, озаглавен „Микола Лисенко и неговите съвременници“.
Проектът „Световна музикална класика – на украински“ е предложен от член на неправителствената организация „Wikimedia Ukraine“ Андрий Бондаренко през 2011 г. и е насочен към възраждане на традицията за изпълнение на вокални произведения от композитори от различни национални училища.

## Галерия
- Бюст паметник на Лисенко
- Вторият етаж на музея
- Концерт в къщата музей